# Крута (Чорногорія)
Крута (чорн. Kruta/Крута) — село (поселення) в Чорногорії, підпорядковане общині Ульцинь. Мусульманське поселення з населенням 205 мешканців.

## Населення
Динаміка чисельності населення (станом на 2003 рік):
Національний склад села (станом на 2003 рік):
Слід відмітити, що перепис населення проводився в часи міжетнічного протистояння на Балканах й тоді частина чорногорців солідаризувалася з сербами й відносила себе до спільної з ними національної групи (найменуючи себе югославами-сербами - притримуючись течії панславізму). Тому, в запланованому переписі на 2015 рік очікується суттєва кореляція цифр національного складу (в сторону збільшення кількості чорногорців) - оскільки тепер чіткіше проходитиме розмежування, міжнаціональне, в самій Чорногорії.

## Клімат
| Клімат Крута            | Клімат Крута | Клімат Крута | Клімат Крута | Клімат Крута | Клімат Крута | Клімат Крута | Клімат Крута | Клімат Крута | Клімат Крута | Клімат Крута | Клімат Крута | Клімат Крута | Клімат Крута |
| Показник                | Січ.         | Лют.         | Бер.         | Квіт.        | Трав.        | Черв.        | Лип.         | Серп.        | Вер.         | Жовт.        | Лист.        | Груд.        | Рік          |
| Середній максимум, °C   | 10           | 11           | 14           | 17           | 22           | 25           | 29           | 29           | 26           | 21           | 15           | 12           | 19           |
| Середня температура, °C | 7            | 8            | 11           | 14           | 18           | 22           | 24           | 24           | 21           | 17           | 12           | 9            | 15           |
| Середній мінімум, °C    | 4            | 5            | 7            | 10           | 14           | 18           | 20           | 20           | 17           | 13           | 9            | 6            | 11           |
| Норма опадів, мм        | 174          | 146          | 120          | 108          | 74           | 54           | 29           | 46           | 97           | 139          | 185          | 164          | 1335         |
| ----------------------- | ------------ | ------------ | ------------ | ------------ | ------------ | ------------ | ------------ | ------------ | ------------ | ------------ | ------------ | ------------ | ------------ |
| Джерело: Weatherbase    |              |              |              |              |              |              |              |              |              |              |              |              |              |